# Заречное (Омская область)
Заречное — село в Нововаршавском районе Омской области России. Административный центр Зареченского сельского поселения. Население 1232 чел. (2010) .

## География
Заречное находится в юго-восточной части региона, у р. Тугочайка, при впадении её в Иртыш. Состоит из ряда микрорайонов (мкр. 1-й, мкр. 2-й).
Абсолютная высота — 88 м над уровнем моря.

## История
Основано в 1954 году в связи со строительством центральной усадьбы целинного совхоза «Путь к коммунизму».
20 февраля 1973 года Первомайский сельский совет переименован в Зареченский с переносом центра из села Патровка в село Заречное.

## Население
| 2010 |
| ---- |
| 1232 |

Национальный состав
Согласно результатам переписи 2002 года, в национальной структуре населения русские составляли 74 % от общей численности населения в 1572 чел..

## Инфраструктура
Зареченская средняя общеобразовательная школа
Зареченская амбулатория БУЗОО «Нововаршавская ЦРБ» (ул. Больничная, д.12а)
Почтовое отделение 646851 (Молодежная ул, 6).
Администрация поселения

## Транспорт
Автодороги «Нововаршавка — Заречное» (идентификационный номер 52 ОП МЗ Н-293) длиной 21,18 км, «Заречное — Новоивановка» (идентификационный номер 52 ОП МЗ Н-287).